# Giro del Veneto 1986
Il Giro del Veneto 1986, cinquantanovesima edizione della corsa, si svolse il 14 settembre 1986 su un percorso di 228 km. La vittoria fu appannaggio dell'italiano Maurizio Rossi, che completò il percorso in 5h39'05", precedendo gli italiani Alberto Volpi e Ezio Moroni.
I corridori che tagliarono il traguardo di Padova furono 71.

## Ordine d'arrivo (Top 10)
| Pos. | Corridore        | Squadra                       | Tempo    |
| ---- | ---------------- | ----------------------------- | -------- |
| 1    | Maurizio Rossi   | Ecoflam-BFB                   | 5h39'05" |
| 2    | Alberto Volpi    | Sammontana-Bianchi            | a 15"    |
| 3    | Ezio Moroni      | Atala-Ofmega                  | s.t.     |
| 4    | Gianni Bugno     | Atala-Ofmega                  | a 50"    |
| 5    | Pierino Gavazzi  | Atala-Ofmega                  | s.t.     |
| 6    | Davide Cassani   | Carrera Jeans-Vagabond        | s.t.     |
| 7    | Patrick Serra    | Ariostea-Gres                 | s.t.     |
| 8    | Claudio Corti    | Supermercati Brianzoli-Essebi | s.t.     |
| 9    | Bruno Cenghialta | Magniflex-Centroscarpa        | s.t.     |
| 10   | Massimo Ghirotto | Carrera Jeans-Vagabond        | s.t.     |